# Estación de Margaretengürtel
La estación de Margaretengürtel es una estación de la línea 4 del metro de Viena. Se encuentra en el distrito V. Tiene conexiones con las líneas de tranvía 6 (en dirección al cementerio central) y 18.
- Datos: Q2465739
- Multimedia: Margaretengürtel metro station / Q2465739